# Replantation
Replantation bezeichnet in der Chirurgie das Wiedereinpflanzen eines traumatisch amputierten Körperteils (z. B. eines Fingers) in den Körper unter Wiederherstellung der Blutversorgung und Funktion.

## Vorbereitung
Für eine erfolgreiche Replantation ist die adäquate Erstversorgung des Patienten sowie des abgetrennten Körperteils (Amputats) am Unfallort sehr wichtig. Es sollten nach Möglichkeit folgende Schritte befolgt werden:
- der blutende Stumpf wird mit einem Druckverband versorgt werden
- den abgetrennten Körperteil suchen, in ein trockenes und sauberes Tuch einwickeln und in einen wasserdichten Plastikbeutel legen
- einen weiteren Plastikbeutel mit Eiswasser füllen (Wasser + Eiswürfel) und das Amputat in diesen 2. Beutel gut verschlossen geben; der abgetrennte Körperteil darf nicht eingefroren werden und darf nicht ohne Plastikbeutel im Wasser schwimmen
- Patient und Amputat schnellstmöglich in eine (Spezial-)Unfallklinik bringen

Die Ischämiezeit von 6–8 Stunden (bei muskelreichen Körperteilen wie Armen oder Beinen) bzw. 12 Stunden (bei muskelarmen Körperteilen wie Fingern) sollte nicht überschritten werden.

## Technik
Teilweise oder komplett abgetrennte Körperteile können mithilfe von mikrochirurgischen Techniken replantiert werden. Am häufigsten erfolgt eine Replantation von Fingern, seltener von Händen, Armen oder Beinen. Die postoperative Funktionsfähigkeit der replantierten Struktur kann jedoch deutlich eingeschränkt sein.
Alle anatomischen Strukturen werden bei der Replantation teilweise mikrochirurgisch unter Einsatz eines Operations-Mikroskops per Gefäßnaht, Nervennaht und Sehnennaht wiederhergestellt.

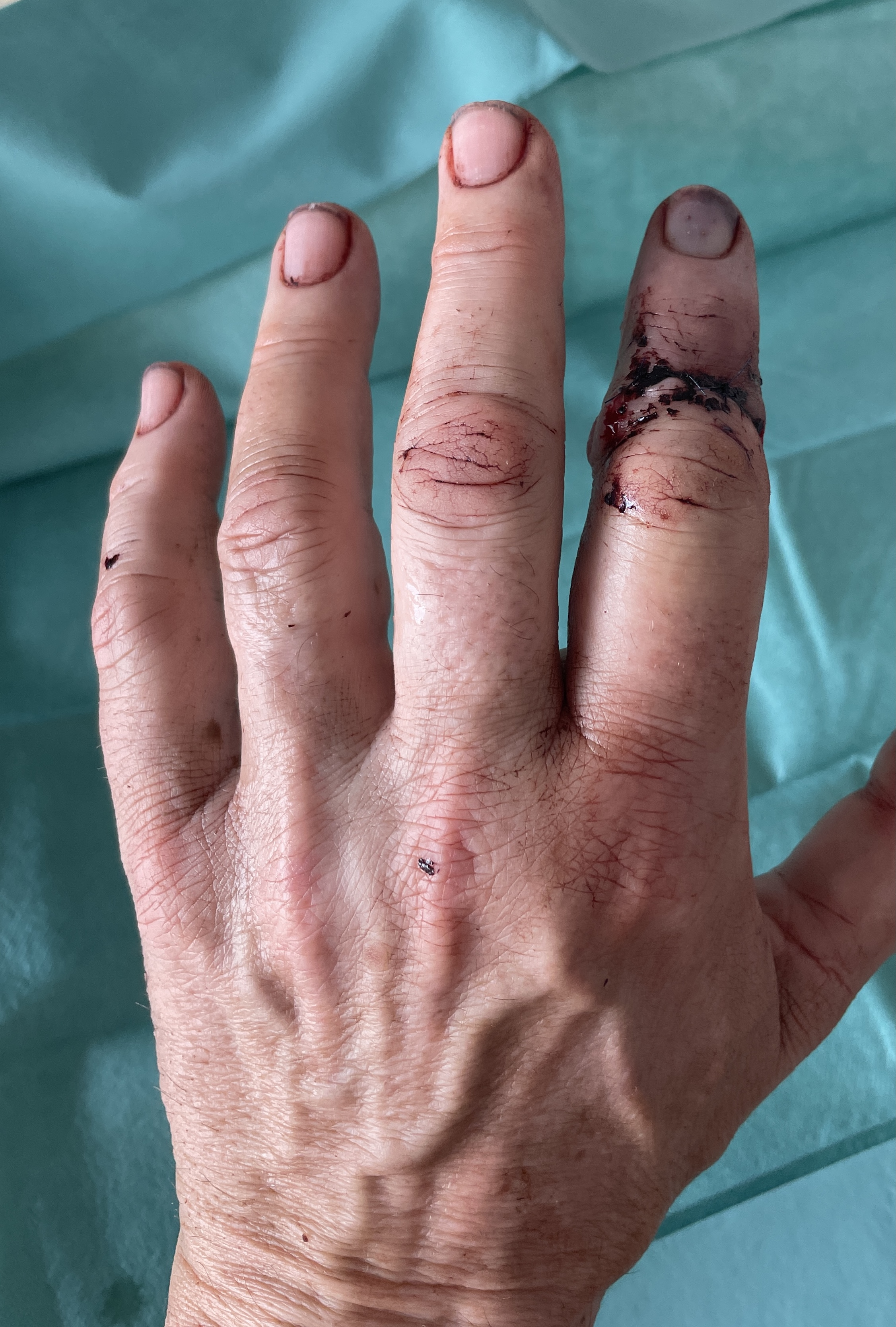
Replantierter Zeigefinger einer linken Hand, vier Tage nach OP

Das operative Vorgehen am Beispiel eines Fingers beinhaltet in der Regel folgende Schritte:
- Aufpräparieren des Amputats, Darstellung der Strukturen, Markieren der Nerven und Gefäße
- Débridement und Aufpräparieren des Stumpfes, Darstellung der Strukturen, Markieren der Nerven und Gefäße
- Osteosynthese
- Naht der Beugesehnen
- Anastomose(n) der Arterie(n)
- Versorgung der Nervenverletzungen
- Naht der Strecksehne
- Venennaht
- Weichteilverschluss

Replantationen sind nach ausgewählten medizinischen Fachberichten zu 80–90 % erfolgreich.
Ist die Durchführung einer Replantation weder möglich noch sinnvoll, erfolgt die Versorgung des betroffenen Körperteils mittels eines Amputationsstumpfes.

## Nachsorge

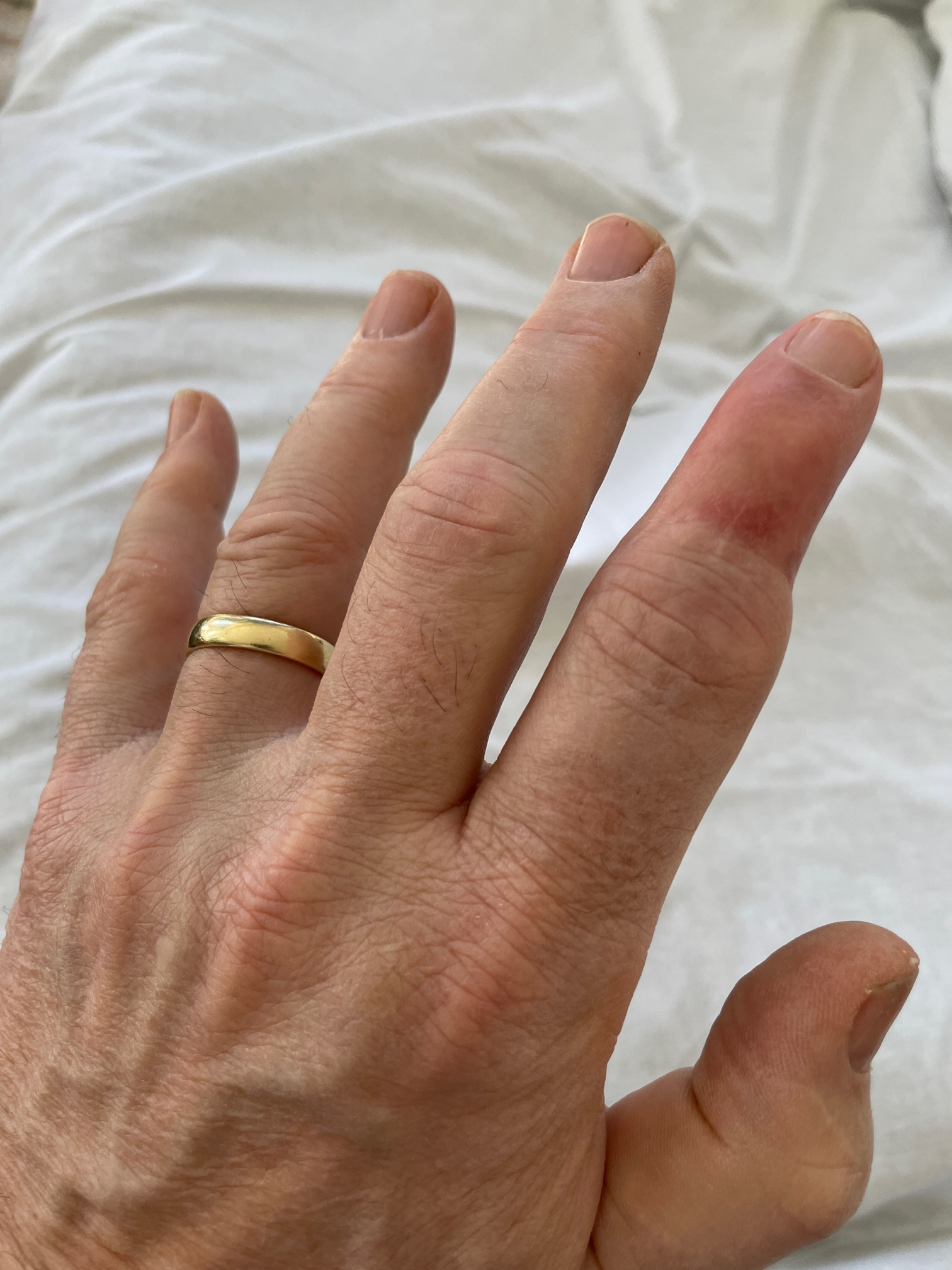
Zustand des Fingers ein Jahr nach der OP.

Neben einer angemessenen Schmerztherapie kommt anfangs der Antikoagulation eine besondere Bedeutung zu, hier kommen therapeutisch beispielsweise Clexane-Spritzen oder ein Heparinperfusor zum Einsatz. Zusätzlich soll postoperativ Aspirin eingenommen werden.
Eine mehrtägige postoperative Antibiotikaprophylaxe mit Cefuroxim oder Clindamycin bei Penicillinallergie senkt das Risiko von Infekten in den anfangs geringer durchbluteten oder minder ernährten Geweben wie Knochen oder Sehnen.
In den ersten Tagen nach der OP ist eine warme Umgebung (30 °C Raumtemperatur) förderlich für die Durchblutung. Der replantierte Körperteil sollte bei sinnvollerweise 5 Tagen Bettruhe auf mindestens Herzhöhe gelagert werden, um eine venöse Stauung zu vermeiden. In den ersten 7 Tagen muss in kurzen Abständen die Durchblutung des Replantats anhand der Hautfarbe, der Rekapillarisierung, des Hautturgors sowie der Wärme des Replantats kontrolliert werden. Im späteren Heilverlauf ist dem Patienten eine Nikotinkarenz von mindestens 12 Wochen unbedingt anzuraten.
Physiotherapeutische Behandlung unterstützt die Wiedererlangung der Funktion. Die Wiederherstellung der Sensibilität kann Monate oder Jahre dauern und unvollständig bleiben.

## Geschichte
Die erste erfolgreich durchgeführte Replantation wird dem amerikanischen Chirurgen Ronald Malt im Massachusetts General Hospital in Boston am 23. Mai 1962 zugeschrieben (Wiedereinpflanzung des schulternah abgetrennten Arms eines zwölfjährigen Jungen).
Die erste erfolgreiche in der medizinischen Fachpresse dokumentierte  Replantation gelang Dr. Zhong-Wei Chen in Shanghai im Januar 1963, als er mit seinem Team einem Fabrikarbeiter die oberhalb des Handgelenks abgetrennte rechte Hand replantierte.
Die erste Anastomose eines Blutgefäßes im Finger gelang 1963 dem US-amerikanischen Ärzteteam Harold Kleinert, Morton Kasdan und Jose Romero an der University of Louisville in Kentucky.
Die erste Replantation eines Fingers gelang am 27. Juli 1965 den Ärzten Shigeo Komatsu und  Susumu Tamai in Nara, Japan.
Am 19. Januar 1977 wurde in der Ukraine, damals Sowjetunion, eine Replantation der oberen Extremität nach ihrer vollständigen traumatischen Trennung von Professor Nikolai Leontyevich Volodos und seinen Kollegen in Charkow durchgeführt. Der Fall wurde in der Zentralpresse beschrieben (Iswestija 1977 und Prawda 1977) und diente als Katalysator für die offizielle Anerkennung der Mikrochirurgie als eigenständiges Fachgebiet der sowjetischen Medizin mit der Eröffnung spezialisierter Zentren in verschiedenen Städten der Sowjetunion.
In Deutschland war Edgar Biemer der Pionier für Replantationen. Im November 1975 gründete er im Klinikum rechts der Isar Deutschlands erstes Replantationzentrum, wo er mit seinem Team am 25. Juli 2008 die weltweit erste Doppel-Arm-Transplantation durchführte.